# Taliabutornuggla
Taliabutornuggla (Tyto nigrobrunnea) är en fågel i familjen tornugglor inom ordningen ugglefåglar.

## Utseende och läten
Taliabutornugglan är en medelstor (31–32 cm), skogslevande tornuggla. Honan är mörkbrun ovan med små vita fläckar som bildar linjer. Vingarna är mörka och obandade, armtäckarna med vitaktiga spetsar och stjärten är brun med tre mörka band. Undersidan är gyllenbrun, fläckad och marmorerad i svart. Ögat är svart. Hanen liknar förmodligen honan men har inte beskrivits. Lätet är ett väsande ljud typiskt för släktet.

## Status och systematik
Fågeln förekommer på ön Taliabu som hör till ögruppen Sulaöarna. Den behandlas som monotypisk, det vill säga att den inte delas in i några underarter.

## Status
Taliabutornugglan är mycket dåligt känd. Med ett litet utbredningsområde vari habitatförlust pågår kategoriserar IUCN arten som nära hotad.